# 新年前夜 (電影)
是2011年上映的一部浪漫喜劇電影，由蓋瑞·馬歇爾導演。這部電影的很多演員和工作人員都和2010年電影《情人節快樂》的陣容相同，但并不是《情人節快樂》的續篇，而是獨立的故事。這部電影還拍攝了紐約時代廣場上百萬人倒數慶祝新年的畫面。

## 劇情
本片全数于纽约实景拍摄，叙述新年的前一天除夕，不论形单影只还是成双成对的男男女女，在新年前夕的纽约里交织出了颂扬爱、希望、宽恕和第二次机会及重新开始的浪漫喜剧。

## 演員
- 傑克·奧斯汀 飾 Seth Anderson
- 吉姆·貝魯什 飾 Building Super
- 荷莉·貝瑞 飾 Nurse Aimee
- 潔西卡·貝兒 飾 Tess Byrne
- 莎拉·保罗森 飾 Grace Schwab
- 瓊·邦·喬飛 飾 Daniel Jensen
- 艾碧·貝絲琳 飾 Hailey Doyle
- 勞勃·狄尼洛 飾 Stan Harris
- 喬許·杜哈莫 飾 Sam Ahern Jr
- 柴克·艾弗隆 飾 Paul
- 埃克托尔·埃利松多 飾 Kominsky
- 卡利·艾域士 飾 Stan's Doctor
- 卡拉·古奇諾 飾 Dr. Morriset
- 凱瑟琳·海格 飾 Laura
- 艾希頓·庫奇 飾 Randy
- 路達克里斯 飾 Brendan
- 喬伊·麥肯泰爾 飾 Groom Rory
- 塞斯·梅耶斯 飾 Griffin Byrne
- 麗婭·米歇爾 飾 Elise
- 艾莉莎·米蘭諾 飾 Nurse Mindy
- 莎拉·潔西卡·帕克 飾 Kim Doyle
- 蜜雪兒·菲佛 飾 Ingrid Withers
- 蒂爾·施威格 飾 James Schwab
- 亞德利·史密斯 飾 Maude
- 希拉蕊·史旺 飾 Claire Morgan
- 索菲婭·維加拉 飾 Ava
- 約翰·利思戈 飾 Jonathan Cox
- 馬修·柏德瑞克 飾 Mr. Buellerton
- 羅素·彼得斯 飾 Chef Sunil
- 瑞安·西克雷斯特 飾 himself
- 麥克·彭博 飾 himself

## 中國翻拍版本
2016年，電影《緣滿除夕夜》將會翻拍成中國版本，名為《快樂除夕夜》，由樂視影業（北京）有限公司、中國電影股份有限公司、銀都機構有限公司、太陽娛樂文化聯合出品，由樂視影業負責內地發行，巴福斯影業負責香港發行，該片改編自美國電影《緣滿除夕夜》，由王子鳴執導，黃柏高、葉念琛、唐文康擔任監製，由以下眾多香港及大陸演員主演，本片將會拍攝大中華各地（北京、上海、廣州、臺北、香港）倒數慶祝新年的畫面，于2016年下半年在北京、上海、廣州、香港、台北開拍歷時兩個月，2017年1月上映。

## 外部連結
- 官方网站
- 互联网电影数据库（IMDb）上《新年前夜》的资料（英文）
- 豆瓣电影上《新年前夜》的資料 （简体中文）
- 爛番茄上《新年前夜》的資料（英文）